# Republika Transpadańska

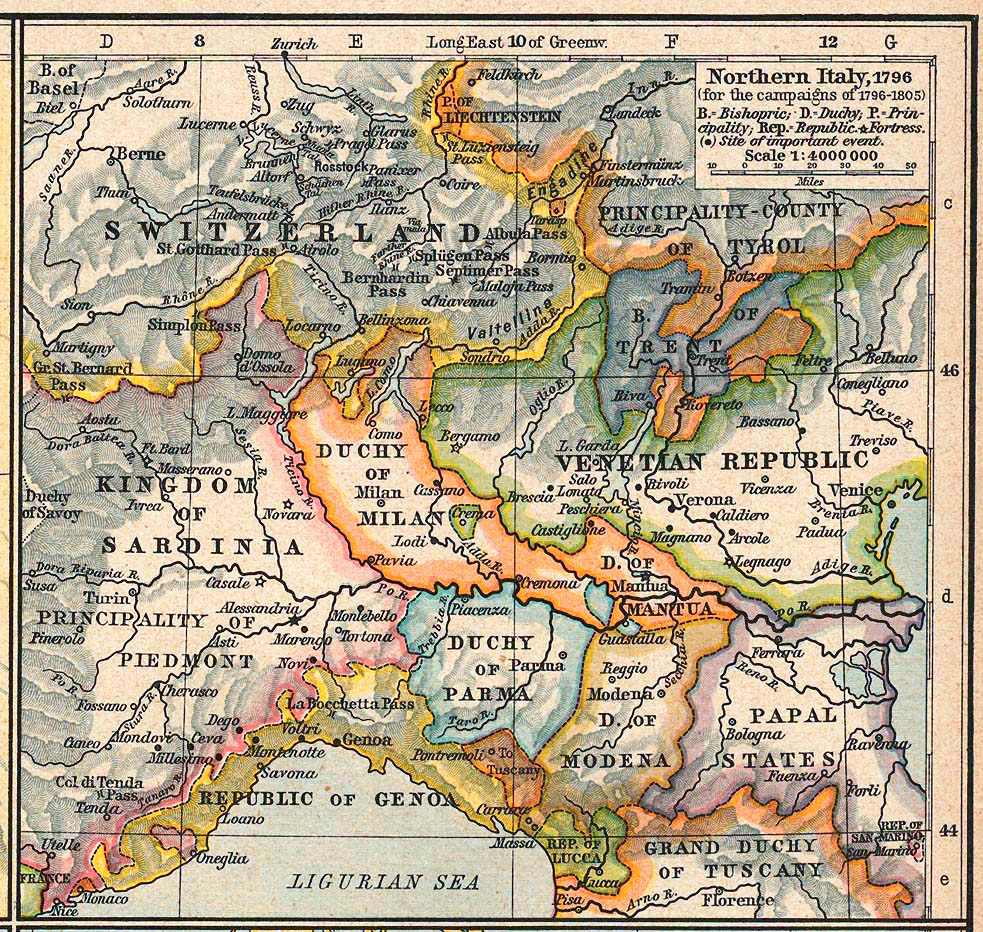
Mapa regionu z początku 1796 roku. Republika Transpadańska zostanie utworzona w miejscu Księstwa Mediolanu (Duchy of Milan).

Republika Transpadańska, inna nazwa Republika Lombardzka (1796–1797) – państwo w północnej części obecnych Włoch, utworzone 21 maja 1796 przez generała Napoleona Bonaparte, po zajęciu przez wojska francuskie północnych Włoch (w miejsce Księstwa Mediolanu). W jej skład wchodziły tereny położone na północ od rzeki Pad, z miastami m.in.: Mediolan (stolica), Bergamo, Brescia, Cremona. 29 czerwca 1797 przekształcona w Republikę Cisalpińską.